# Wapiti kanadyjski
Wapiti kanadyjski (†Cervus canadensis canadensis) – wymarły podgatunek wapiti, wcześniej uważany za podgatunek jelenia szlachetnego (Cervus elaphus). Występował na terenach USA na wschód od Wielkich Równin. Ostatni osobnik został zastrzelony w Pensylwanii 1 września 1877. Podgatunek został uznany przez United States Fish and Wildlife Service za wymarły w 1880.